# Спляча і веретено (повість Ґеймана)
Спляча і веретено (англ. The Sleeper and the Spindle) — коротка повість Ніла Геймана. Вперше опублікована 2013 року на сторінках антології «Лахміття та кістки: Старі історії на новий лад», яку уклали Мелісса Мар та Тім Пратт. Розповідь написана на основі двох казок — «Білосніжки та семеро гномів» та «Сплячої красуні». 2014 року твір приніс автору премію «Локус» за найкращу коротку повість.
23 жовтня 2014 року світ побачило окреме ілюстроване видання історії. Ілюстратором став Кріс Рідделл, який за свою роботу отримав медаль Кейт Гріневей 2016 року. Видання, зокрема, містило ілюстрацію скандально відомої сцени палкого поцілунку Королеви та Сплячої красуні. 2015 року розповідь з'явилася у збірці короткої прози «Обережно, тригери!».

## Сюжет
Дореманське королівство та королівство Кенселер розділяв високий гірський хребет, який практично унеможливлював перехід через кордон. Винахідливі гноми вирішили перетнути хребет глибокими підземними тунелями-норами. Вони наважились на таку мандрівку, щоб купити найкращу шовкову тканину для молодії королеви, яка мала вийти заміж наступного тижня. По ту сторону трійко гномів дізналися, що в королівстві панує пошесть, яка щодень шириться на все нові та нові території. Річ у тім, що багато людей просто почали засинати посеред білого дня і більше не прокидалися. У трактирі Гудместера Фоксена гноми також довідалися, що багато років тому відьма прокляла принцесу, яка на своє вісімнадцятиріччя проколола собі палець та заснула навіки, а разом із нею й інші люди, які знаходилися  в замку. Палац обріс трояндами з гострими колючками та неприступним лісом, а всі хто намагався врятувати принцесу зазнавали невдачі та гинули.
Повернувшись додому, гноми переповіли молодій королеві, яка якраз готувалася до весілля, про все побачене та почуте в Дореманському королівстві. Королева скасувала весілля та, прихопивши меча та кольчугу, разом із гномами вирушила на порятунок сусіднього королівства. Після численних перешкод (переслідування сновид, прохід, який загородили товсті колючки та молоді кущі троянд тощо), вони, зрештою, дістались до замку, де зустріли стару жінку, а на горішньому поверсі високої вежі — занурену у сон золотоволосу сплячу королеву. Палким поцілунком молода королева розбудила сплячу, але та виявилася відьмою, що увісні повернула собі «молодість, красу й могутність». Наприкінці розповіді «стара, яка колись була принцесою, міцно стиснула пряжу в руці і штрикнула вістрям веретена у груди золотоволосої» та знищила відьму.